# Нельсон (округ, Виргиния)
Округ Нельсон (англ. Nelson County) располагается в США, в штате Виргиния. По состоянию на 2010 год, численность населения составляла 15 020 человек. Получил своё название по имени американского государственного деятеля Томаса Нельсона.

## История
К моменту появления английских поселенцев на территории округа обитало индейское племя Nahyssan. Округ Нельсон появился в 1807 году, будучи выделенным из округа Амхерст. Годом позже сформировалось правительство округа. Округ получил своё имя в честь Томаса Нельсона, одного из тех, кто подписал Декларацию Независимости, и кто являлся губернатором Виргинии в 1781 году. Ранее существовал еще один округ, названный в его честь, но в 1792 году он вошел в состав штата Кентукки.
Когда началась гражданская война, жители округа служили в армии Конфедерации. Из них было сформировано несколько рот и полков:
- 5-й вирджинский кавалерийский полк
- Рота «В» 8-го вирджинского кавалерийского полка.
- Роты «D», «G», «I» 19-го вирджинского пехотного полка.
- Роты «С», «F», «H» и «К» 49-го вирджинского пехотного полка.
- Роты «В» и «Е» 51-го вирджинского пехотного полка.
- Роты «D» и «F» 56-го вирджинского пехотного полка.

## География
По данным Бюро переписи США, общая площадь округа равняется 1228 км², из которых 1220 км² суша и 9 км² или 0,7 % это водоёмы.

### Соседние округа
- Oгаста (Виргиния) — северо-запад
- Албемарл (Виргиния) — северо-восток
- Бакингхем (Виргиния) — юго-восток
- Аппоматтокс (Виргиния) — юг
- Амхерст (Виргиния) — юго-запад
- Рокбридж (Виргиния) — запад

## Демография
По данным переписи населения 2000 года в округе проживает 14 445 жителей в составе 5 887 домашних хозяйств и 4 144 семей. Плотность населения составляет 12 человек на км². На территории округа насчитывается 8 554 жилых строений, при плотности застройки 7 строений на км². Расовый состав населения: белые — 82,65 %, афроамериканцы — 14,89 %, коренные американцы (индейцы) — 0,19 %, азиаты — 0,24 %, гавайцы — 0,06 %, представители других рас — 0,62 %, представители двух или более рас — 1,35 %. Испаноязычные составляли 2,11 % населения.
В составе 27,10 % из общего числа домашних хозяйств проживают дети в возрасте до 18 лет, 55,70 % домашних хозяйств представляют собой супружеские пары проживающие вместе, 10,70 % домашних хозяйств представляют собой одиноких женщин без супруга, 29,60 % домашних хозяйств не имеют отношения к семьям, 25,00 % домашних хозяйств состоят из одного человека, 10,30 % домашних хозяйств состоят из престарелых (65 лет и старше), проживающих в одиночестве. Средний размер домашнего хозяйства составляет 2,42 человека, и средний размер семьи 2,88 человека.
Возрастной состав округа: 21,70 % моложе 18 лет, 6,40 % от 18 до 24, 25,60 % от 25 до 44, 26,90 % от 45 до 64 и 16,80 % от 65 и старше. Средний возраст жителя округа 43 лет. На каждые 100 женщин приходится 94,80 мужчин. На каждые 100 женщин старше 18 лет приходится 91,40 мужчин.
Средний доход на домохозяйство в округе составлял 36 769 USD, на семью — 42 917 USD. Среднестатистический заработок мужчины был 29 684 USD против 24 153 USD для женщины. Доход на душу населения был 22 230 USD. Около 12,10 % семей и 8,50 % общего населения находились ниже черты бедности, в том числе — 14,40 % молодежи (тех кому ещё не исполнилось 18 лет) и 14,60 % тех кому было уже больше 65 лет.